# Miss Universo 1959
Miss Universo 1959, nona edizione di Miss Universo, si è tenuta a Long Beach, negli Stati Uniti d'America il 24 luglio 1959. Akiko Kojima, Miss Giappone, è stata incoronata Miss Universo 1959.

## Risultati

### Piazzamenti
| Risultato finale   | Concorrente |
| ------------------ | --- |
| Miss Universo 1959 | - Giappone - Akiko Kojima |
| 2ª classificata    | - Norvegia - Jorunn Kristjansen |
| 3ª classificata    | - Stati Uniti - Terry Lynn Huntingdon |
| 4ª classificata    | - Inghilterra - Pamela Anne Searle |
| 5ª classificata    | - Brasile - Vera Regina Ribeiro |
| Top 15             | - Belgio - Hélène Savigny - Colombia - Olga Pumarejo Korkor - Corea del Sud - Oh Hyun-joo - Francia - Françoise Saint-Laurent - Germania - Carmela Künzel - Grecia - Zoitsa Kouroukli - Islanda - Sigridur Þorvaldsdóttir - Israele - Rina Issacov - Polonia - Zuzanna Cembrzowska - Svezia - Marie Louise Ekström |

### Riconoscimenti speciali
| Riconoscimento              | Concorrente                               |
| --------------------------- | ----------------------------------------- |
| Miss Friendship             | - Thailandia - Sodsri Sodsai Venijvadhava |
| Miss Photogenic             | - Inghilterra - Pamela Anne Searle        |
| Most Popular Girl in Parade | - Corea del Sud - Oh Hyun-joo             |

## Concorrenti
- Argentina – Liana Cortijo
- Austria – Christine Spatzier
- Belgio – Hélène Savigny
- Birmania – Than Than Aye
- Bolivia – Corina Taborga
- Brasile – Vera Regina Ribeiro
- Canada - Eileen Butter
- Colombia – Olga Pumajero Korkor
- Corea del Sud – Oh Hyun-joo
- Costa Rica – Ziane Monturiel
- Cuba – Irma Buesa Mas
- Danimarca – Lisa Stolberg
- Ecuador – Carlota Elena Ayala
- Francia – Françoise Saint-Laurent
- Germania – Carmela Künzel
- Giappone - Akiko Kojima
- Grecia – Zoidsa Kouroukli
- Guatemala – Rogelia Cruz Martínez
- Hawaii – Patricia Visser
- Inghilterra – Pamela Anne Searle
- Islanda – Sigridur Þorvaldsdóttir
- Israele – Rina Issacov
- Italia – Maria Grazia Buccella
- Lussemburgo - Josée Pundel
- Messico – Mirna García Dávila
- Norvegia – Jorunn Kristjansen
- Paesi Bassi – Peggy Erwich
- Perù – Guadalupe Mariátegui Hawkis
- Polonia – Zuzanna Cembrzowska
- Stati Uniti – Terry Lynn Huntingdon (CA)
- Svezia – Marie Louise Ekström
- Thailandia – Sodsri Sodsai Venijvadhava
- Turchia - Ecel Olcay
- Uruguay – Claudia Bernat

### Ritiri
- Filippine - Christine Matias
- Nuova Zelanda - Arlenne Nesgitt
- Repubblica Araba Unita - Nawal Ramli (Siria)